# 塞斯托-菲奥伦蒂诺
塞斯托-菲奥伦蒂诺（義大利語：Sesto Fiorentino）是意大利托斯卡纳大区佛羅倫斯廣域市的市镇。面积为49平方公里，2015年人口数量为48,946人。

## 友好城市
- 法國 巴尼奥莱